# Eurycephaloplectrus colombianus
Eurycephaloplectrus colombianus är en stekelart som beskrevs av Wijesekara och Schauff 1997. Eurycephaloplectrus colombianus ingår i släktet Eurycephaloplectrus och familjen finglanssteklar.
Artens utbredningsområde är Colombia. Inga underarter finns listade i Catalogue of Life.